# 浜松労災病院
浜松労災病院（はままつろうさいびょういん）は、独立行政法人労働者健康安全機構が静岡県浜松市中央区に設置する病院。2010年に建替え工事が完了した。

## 診療科
- 総合内科[1]
- 腎臓内科[1]
- 内分泌代謝内科[1]
- 精神科[1]
- 呼吸器内科[1]
- 呼吸器外科[1]
- 消化器内科[1]
- 循環器内科[1]
- 神経内科[1]
- 外科[1]
- 乳腺外科[1]
- 整形外科[1]
- 形成外科[1]
- 神経外科[1]
- 心臓血管外科[1]
- 皮膚科[1]
- 泌尿器科[1]
- 婦人科[1]
- 眼科[1]
- 放射線科[1]
- リハビリテーション科[1]
- 麻酔科[1]
- 耳鼻咽喉科[1]
- 小児科[1]

## 医療機関の指定・認定
（下表の出典）
| 保険医療機関                                   | 戦傷病者特別援護法指定医療機関         |
| 労災保険指定医療機関                           | 原子爆弾被爆者医療指定医療機関         |
| 指定自立支援医療機関（更生医療）               | 原子爆弾被爆者一般疾病医療取扱医療機関 |
| 指定自立支援医療機関（育成医療）               | 地域医療支援病院                       |
| 指定自立支援医療機関（精神通院医療）           | 臨床研修病院（基幹型）                 |
| 身体障害者福祉法指定医の配置されている医療機関 | 臨床修練病院等                         |
| 生活保護法指定医療機関                         | DPC対象病院                            |
| 結核指定医療機関                               |                                        |

- 救急告示病院（二次救急）[3]
- 公益財団法人日本医療機能評価機構認定病院[4]
- NPO法人卒後臨床研修評価機構認定証発行病院[5]
- このほか、各種法令による指定・認定病院であるとともに、各学会の認定施設でもある。

## 交通アクセス
- 最寄りの停留所は「労災病院正門（平日7-15時台、笠井方面行のみ）」、「労災病院」。

| 停留所名     | 系統番号       | 経由地                               | 行先                 | 備考                             |
| ------------ | -------------- | ------------------------------------ | -------------------- | -------------------------------- |
| 労災病院正門 | 76             | 宮竹・浜松プラザ・原島・天王・上石田 | 笠井上町             | 平日7-15時台の笠井方面行のみ経由 |
| 労災病院     | 75・77・78・74 | 西遠学園・文化芸術大学・遠州病院前   | 浜松駅               |                                  |
| 労災病院     | 75             | 宮竹・浜松プラザ・原島・天王・上石田 | 笠井上町             |                                  |
| 労災病院     | 77             | 丸塚町・東海染工                     | イオンモール浜松市野 | さぎの宮経由笠井上町行もある。   |
| 労災病院     | 78             | 丸塚町・原島・北島町                 | 産業展示館           | 笠井上町行や三立製菓行もある。   |
| 労災病院     | 73             | 丸塚町・原島・天王・上石田           | 笠井上町             | 19時以降のみ運行                 |
| 労災病院     | 74             | 丸塚町・中田町                       | イオンモール浜松市野 | 朝夕のみ運行                     |